# Kvinarij
Kvinarij (latinsko qvinarivs, petak) je bil majhen srebrn rimski kovanec, vreden pol denarija. 
Kvinarij se je skupaj s srebrnim sestercem koval samo nekaj let po uvedbi denarija leta 211 pr. n. št.. Vreden je bil 5 asov. Kovanec so ponovno uvedli leta 101 pr. n. št. kot nadomestilo za viktorijat. Tokrat je bil zaradi prevredotenja denarija leta 118 pr. n. št. na 16 asov vreden 8 asov. Nekaj let po njegovi uvedbi so kovali velike količine kvinarijev, večinoma za potrebe v Galiji. Kvinarij so s krajšimi in daljšimi prekinitvami kovali vse do 3. stoletja n. št..
Sodobni izraz zlati kvinarij (quinarius aureus) se uporablja za opis polaurea, ki je bil vreden 12,5 denarijev. Izraz se v antiki ni uporabljal.

### Antični viri
- Plinij Starejši,  Historiae naturalis, XXXIII, 13. poglavje.

### Sodobni viri
- M.H. Crawford (1985). Coinage and money under the Roman Republic : Italy and the Mediterranean economy. London : Methuen. COBISS 1167968. ISBN 0-416-12300-7.
- A. Rainer, Die Münzen der römischen Republik, 2003.
- H. Zehnacker (1973), Moneta: recherches sur l'organisation et l'art des émissions monétaires de la République romaine (289-31 av. J.-C.),  Rim: École française de Rome,  Pariz, diffusion de Boccard, 1973.